# Jill Sterkel
Gillian „Jill“ Sterkel (* 27. Mai 1961 in Los Angeles, Kalifornien) ist eine ehemalige Schwimmerin aus den Vereinigten Staaten. Sie gewann bei Olympischen Spielen zwei Gold- und zwei Bronzemedaillen, bei Weltmeisterschaften einmal Gold, zweimal Silber und zweimal Bronze sowie fünf Goldmedaillen bei Panamerikanischen Spielen.

## Karriere

### Kalifornien
Jill Sterkel begann 1966 mit dem Schwimmsport. Nach fünf Jahren beim Trainer Don Garmon schwamm sie von 1971 bis 1979 für das El Monte Aquatics Team unter Trainer Don LaMont.
1975 nahm sie in Mexiko-Stadt erstmals an Panamerikanischen Spielen teil. Über 100 Meter Freistil gewann sie die Silbermedaille hinter ihrer Landsfrau Kim Peyton. Peyton und Sterkel schwammen auch in der 4-mal-100-Meter-Freistilstaffel, die vor den Kanadierinnen gewann. Bei den Olympischen Spielen 1976 in Montreal siegten über 100 Meter Freistil zwei Schwimmerinnen aus der DDR vor der Niederländerin Enith Brigitha. Jill Sterkel erreichte den siebten Platz als drittbeste Schwimmerin ihrer Mannschaft hinter der Vierten Kim Peyton und der Fünften Shirley Babashoff. Über 200 Meter Freistil verpasste Sterkel als Neunte der Vorläufe den Finaleinzug. Die 4-mal-100-Meter-Freistilstaffel qualifizierte sich in der Besetzung Jill Sterkel, Wendy Boglioli, Jennifer Hooker und Kim Peyton mit der drittbesten Vorlaufzeit für das Finale. Im Endlauf schwammen Kim Peyton, Wendy Boglioli, Jill Sterkel und Shirley Babashoff in der Weltrekordzeit von 3:44,82 Minuten zur Goldmedaille vor den Staffeln aus der DDR und aus Kanada. Es war die einzige Goldmedaille für die Schwimmerinnen aus den Vereinigten Staaten bei diesen Olympischen Spielen.
Zwei Jahre später bei den Schwimmweltmeisterschaften 1978 in West-Berlin unterbot die Staffel der Vereinigten Staaten mit Cynthia Woodhead, Jill Sterkel, Stephanie Elkins und Tracy Caulkins in 3:43,43 Minuten den Weltrekord aus dem Jahr 1976 und gewann den Weltmeistertitel vor der Staffel aus der DDR. 1980 unterbot die Staffel aus der DDR den Weltrekord von 1978. Bei den Panamerikanischen Spielen 1979 in San Juan trat Jill Sterkel in vier Disziplinen an. Über 100 Meter Freistil belegte sie den zweiten Platz hinter Cynthia Woodhead. Über 100 Meter Schmetterling siegte sie vor ihrer Landsfrau Lisa Buese. Zwei weitere Goldmedaillen gewann Sterkel mit der Freistilstaffel und mit der Lagenstaffel.

### Texas
Im Herbst 1979 verließ Sterkel Kalifornien und ging an die University of Texas at Austin, wo sie bis 1983 bei Paul Bergen, von 1983 bis 1988 bei Richard Quick und von 1988 bis 1991 bei Mark Schubert trainierte. Alle drei Trainer wurden später in die International Swimming Hall of Fame (ISHOF) aufgenommen. Nach Abschluss ihres Studiums war Sterkel von 1986 bis 1991 Assistenztrainerin beim Sportteam der Universität, den Texas Longhorns. Von 1992 bis 2006 war sie Cheftrainerin des Frauenschwimmteams.
1980 war Jill Sterkel Kapitänin des Schwimmteams der Vereinigten Staaten für die Olympischen Spiele in Moskau, das wegen des Olympiaboykotts nicht antreten durfte. Im Jahr darauf bei der Universiade 1981 gewann Sterkel fünf Goldmedaillen. Sie siegte über 100 und 200 Meter Freistil, über 100 Meter Schmetterling sowie mit beiden Staffeln. 1982 bei den Weltmeisterschaften in Guayaquil gewann Sterkel mit beiden Staffeln die Silbermedaille hinter den Staffeln aus der DDR. Über 100 Meter Freistil erhielt sie die Bronzemedaille hinter Birgit Meineke aus der DDR und Annemarie Verstappen aus den Niederlanden. 1983 gewann Sterkel bei den Panamerikanischen Spielen in Caracas nach 1975 und 1979 ihre dritte Goldmedaille mit der Freistilstaffel. Bei den Olympischen Spielen 1984 in Los Angeles qualifizierte sich die Freistilstaffel in der Besetzung Dara Torres, Jill Sterkel, Jenna Johnson und Mary Wayte für das Finale. Im Endlauf siegten Jenna Johnson, Carrie Steinseifer, Dara Torres und Nancy Hogshead vor den Niederländerinnen. Erstmals erhielten auch die nur im Vorlauf eingesetzten Schwimmerinnen eine Medaille.
1986 nahm Jill Sterkel an den Weltmeisterschaften in Madrid teil, allerdings nicht in den Schwimmwettbewerben, sondern als Mitglied der Wasserballnationalmannschaft. Die Mannschaft aus den Vereinigten Staaten gewann ihre Vorrundengruppe und belegte in der Finalgruppe den dritten Platz hinter den Australierinnen und den Niederländerinnen. Jill Sterkel war 1980 in Austin als erste Schwimmerin die 50 Meter Freistil in unter 26 Sekunden geschwommen, 1983 wurde sie von Dara Torres als Weltrekordlerin abgelöst. Bei den Olympischen Spielen 1988 in Seoul wurde erstmals auch ein Wettbewerb über 50 Meter Freistil ausgetragen. Jill Sterkel konnte sich zum vierten Mal in Folge für die amerikanische Olympiamannschaft qualifizieren. Zunächst trat Sterkel im Vorlauf der 4-mal-100-Meter-Freistilstaffel an und erreichte mit Laura Walker, Paige Zemina und Mary Wayte das Finale. Im Endlauf siegte die Staffel aus der DDR vor den Niederländerinnen, dahinter erschwammen Mary Wayte, Mitzi Kremer, Laura Walker und Dara Torres die Bronzemedaille. Zemina und Sterkel erhielten für ihren Einsatz im Vorlauf ebenfalls eine Medaille. Im Wettbewerb über 50 Meter Freistil siegte Kristin Otto aus der DDR vor der Chinesin Yang Wenyi. Dahinter schlugen Katrin Meißner aus der DDR und Jill Sterkel zeitgleich in 25,71 Sekunden an und erhielten beide die Bronzemedaille.
Neben ihren internationalen Erfolgen gewann Sterkel 20 amerikanische Meistertitel, 13 auf Einzelstrecken und 7 mit Staffeln. Bei den nationalen College-Meisterschaften gewann sie 21 Titel, davon 16 auf Einzelstrecken und 5 mit Staffeln. 2002 wurde sie in die International Swimming Hall of Fame aufgenommen. 22 Jahre später wurde die 4-mal-100-Meter-Freistilstaffel von 1976 mit Shirley Babashoff, Wendy Boglioli, Kim Peyton und Jill Sterkel gemeinsam in die International Swimming Hall of Fame aufgenommen. Für Babashoff und Sterkel war es die zweite Aufnahme in die ISHOF.